# Canapville (Orne)
Canapville è un comune francese di 188 abitanti situato nel dipartimento dell'Orne nella regione della Normandia.

## Società

### Evoluzione demografica
Abitanti censiti